# Palais Deym
 (septembre 2019).
Le palais Deym (en tchèque, Deymovsky ou Deymův Palác) est un des premiers bâtiments classiques édifiés dans la Nouvelle Ville de Prague, dans le quartier du palais Dietrichstein, siège de la nonciature apostolique de Prague. C'est un monument culturel de la République tchèque.  

## Histoire du palais

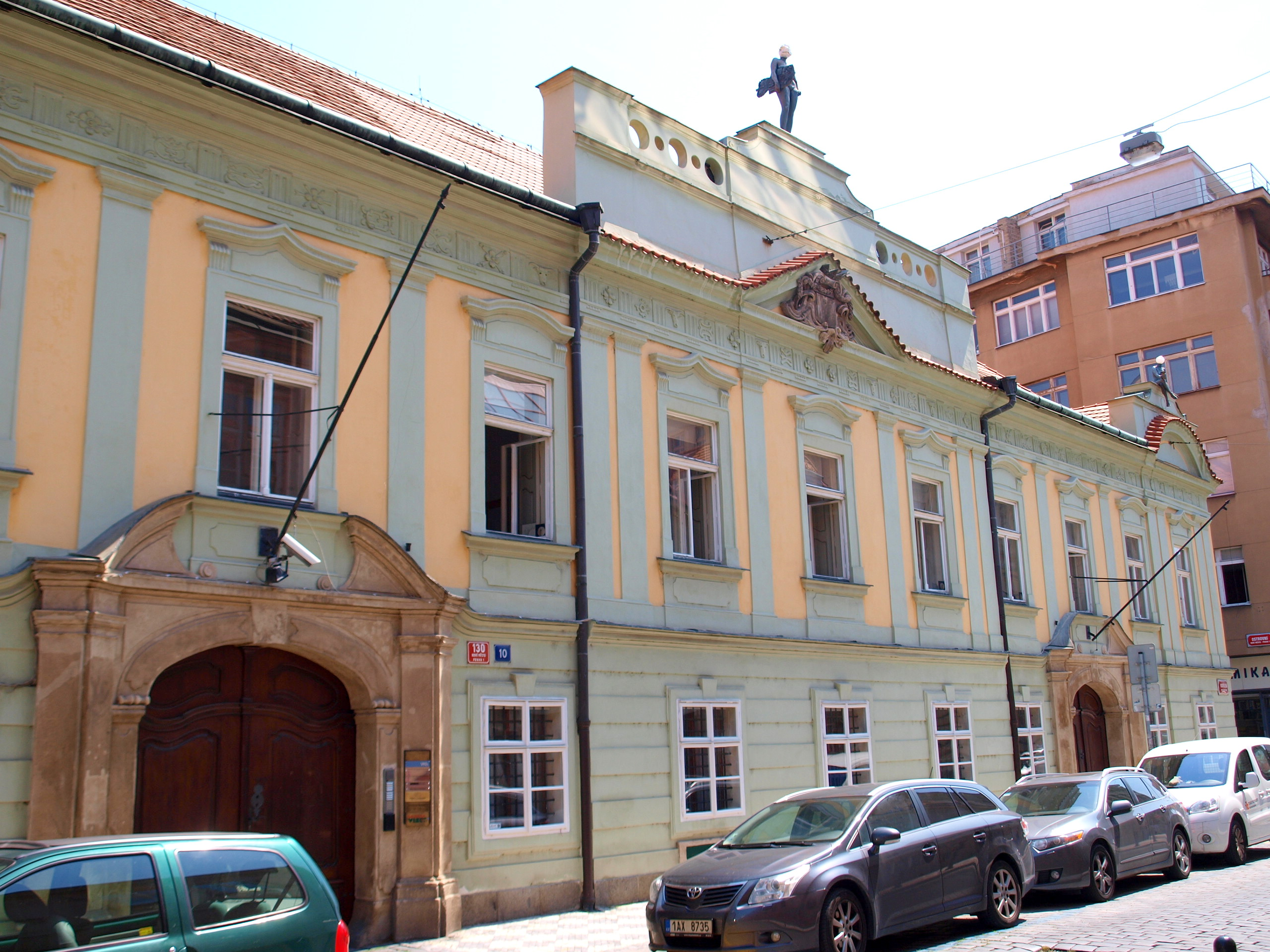
Palais Deym

En 1702 František Ferdinand, Comte Berchtold de Uherčic, a commencé à réunir trois maisons du XIVe siècle qui se dressaient sur le site de l'ancien palais classiciste actuel.    
En 1800, le comte Josef de Wroclaw acheta le palais et l'a fait complètement reconstruire avant 1821 selon le dessin d'Ignác E. Palliardi. 
La veuve de Josefina, la princesse Schwarzenberg, est une autre propriétaire, qui a acheté le palais en 1845. Cependant, elle n'a pas utilisé le palais comme logement, mais à des  fins commerciales.  En effet le palais était loué et, un 1928, un bureau de poste fut établi ici. 
En 1948, le palais a été nationalisé et  ensuite servi à des fins diplomatiques  (le bâtiment 130/10 abritait l'ambassade d'Israël en Tchécoslovaquie entre 1948 et 1967).   

## Galerie

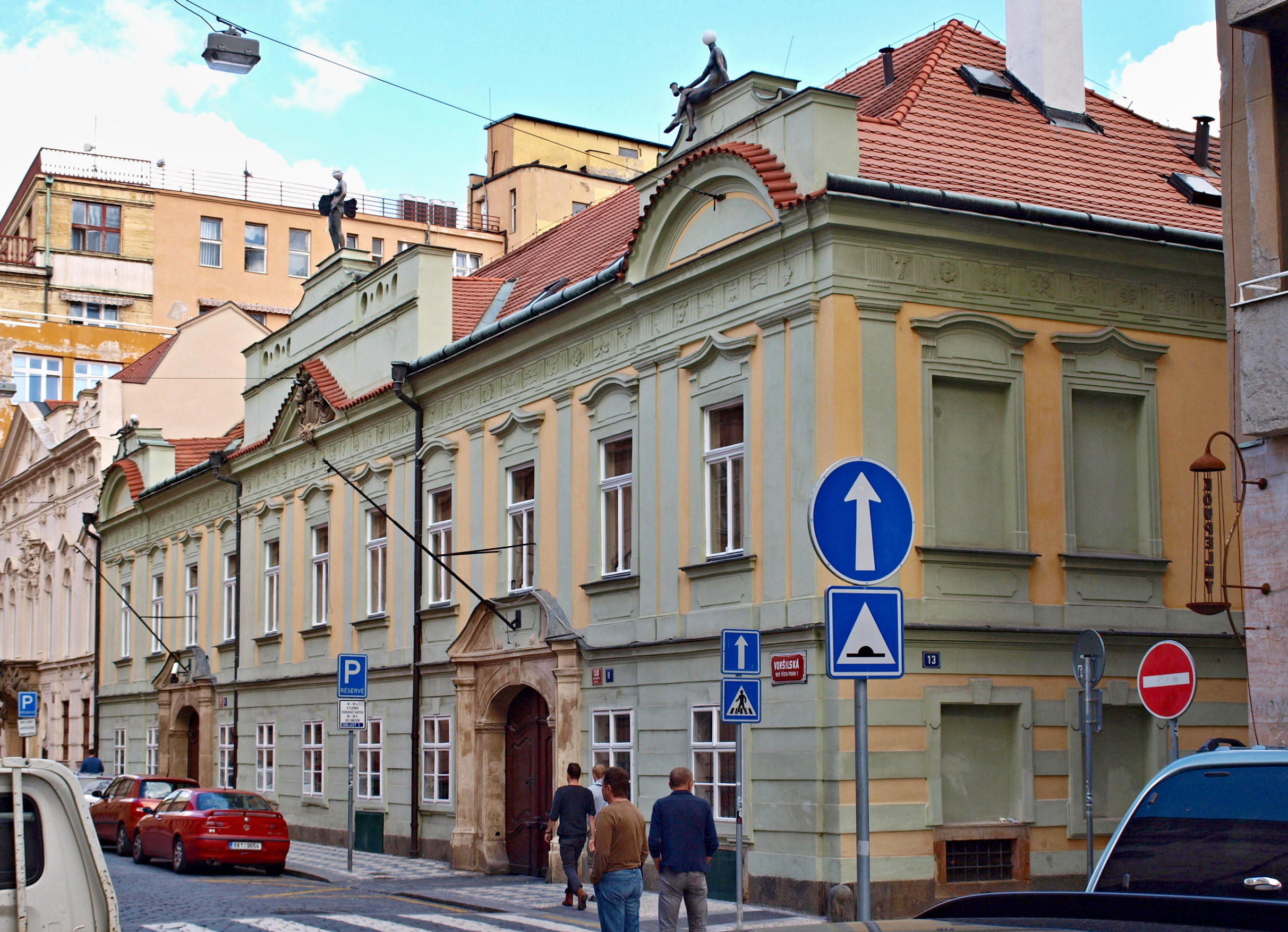
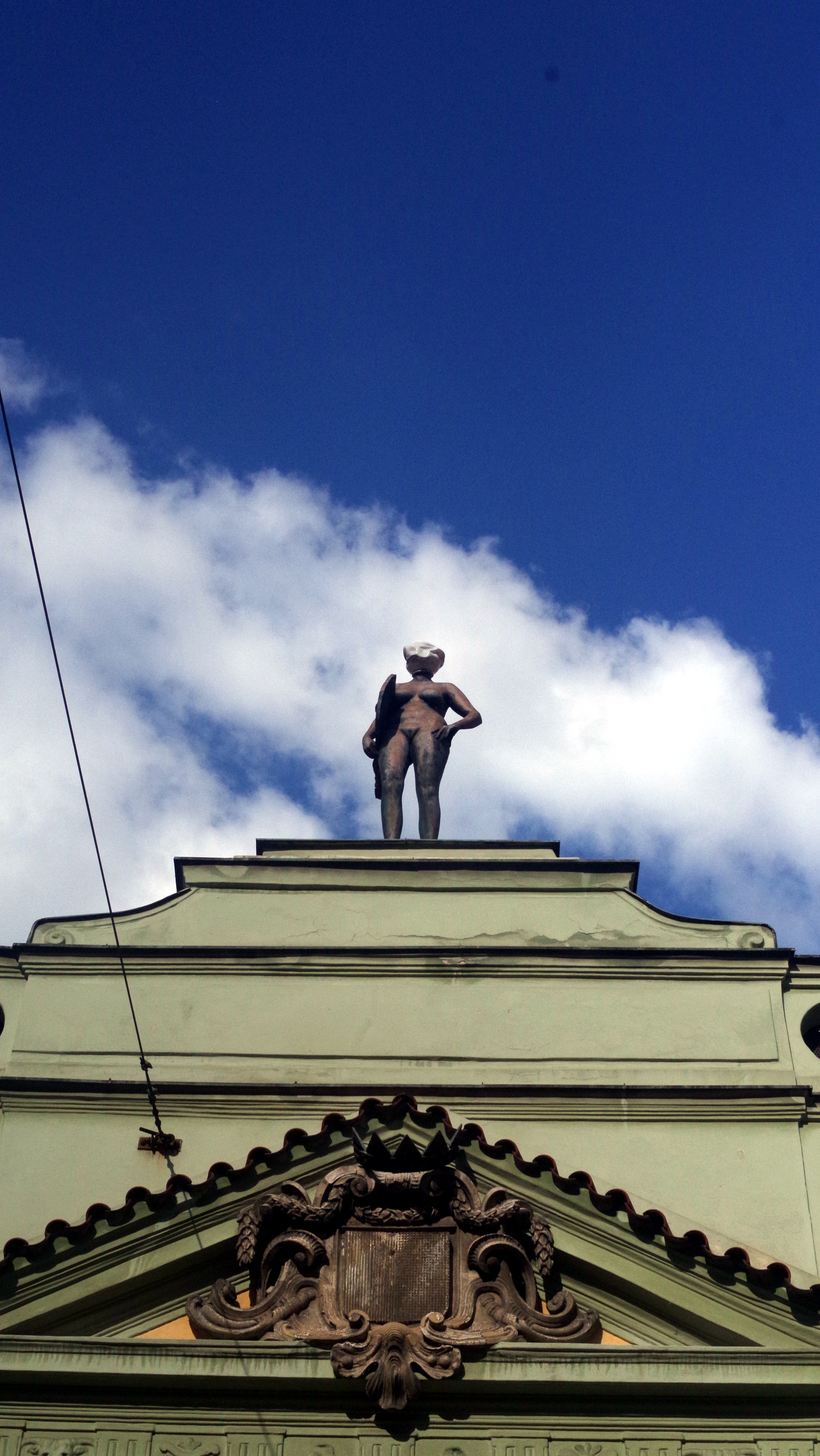
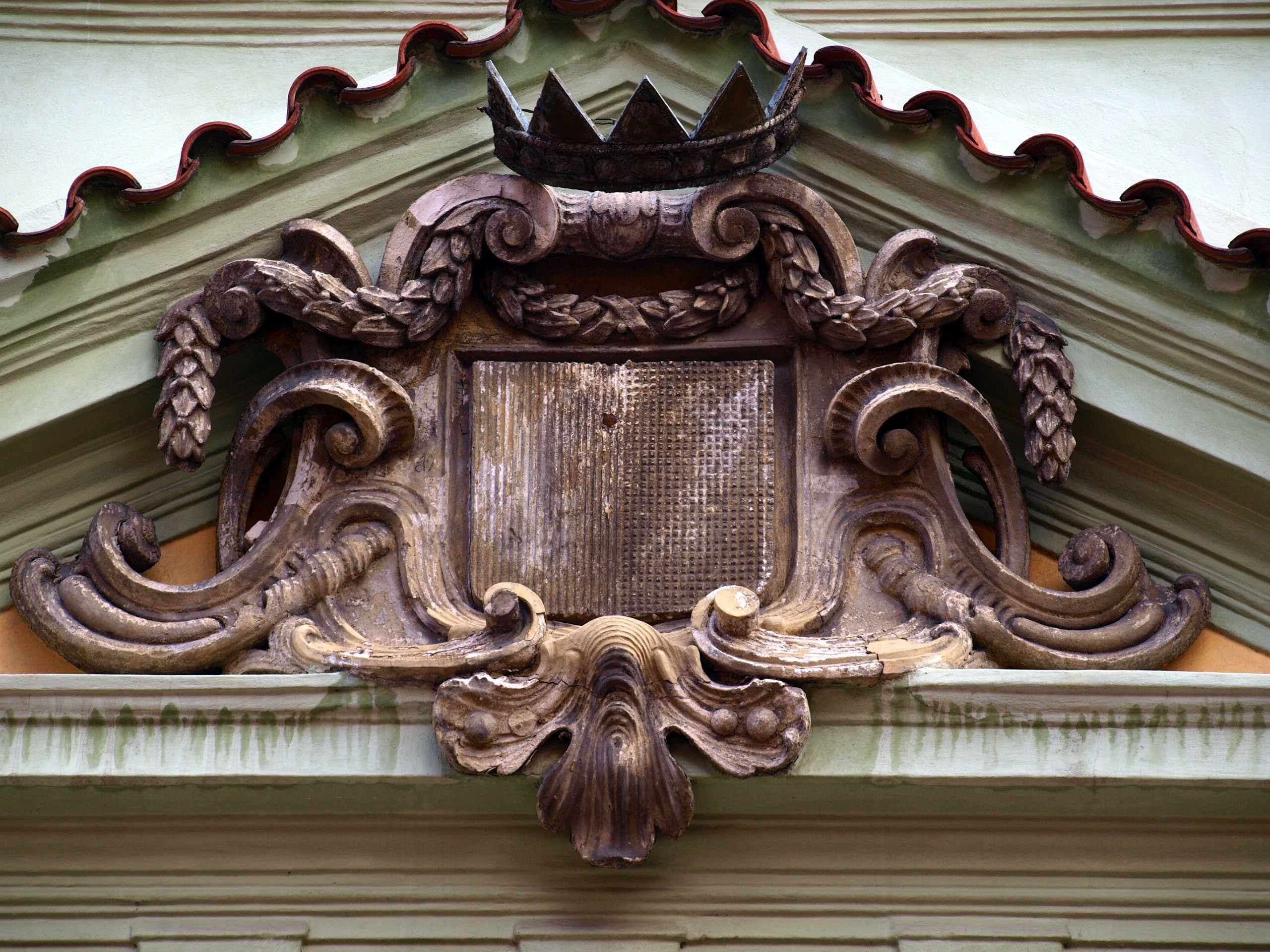
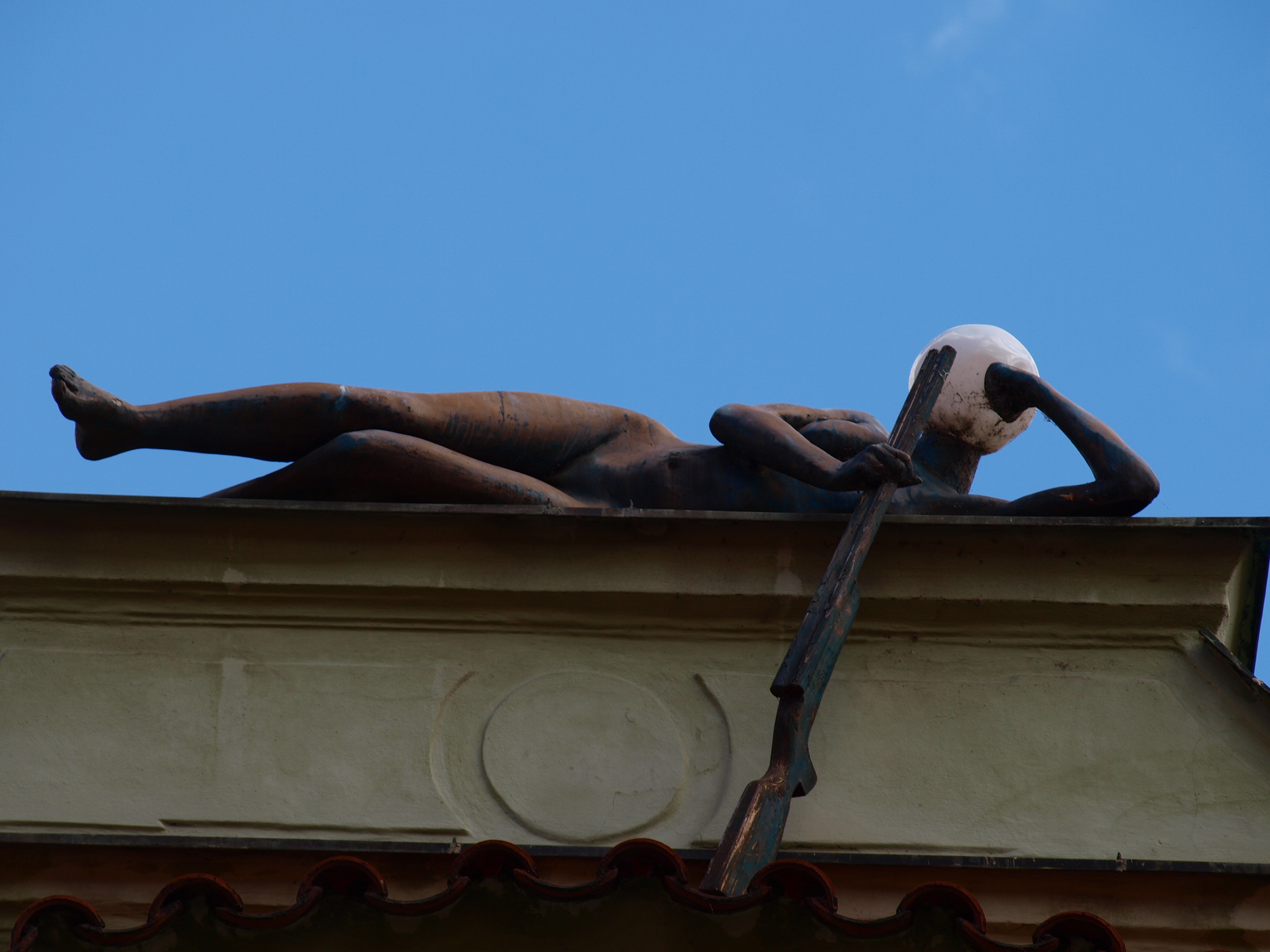
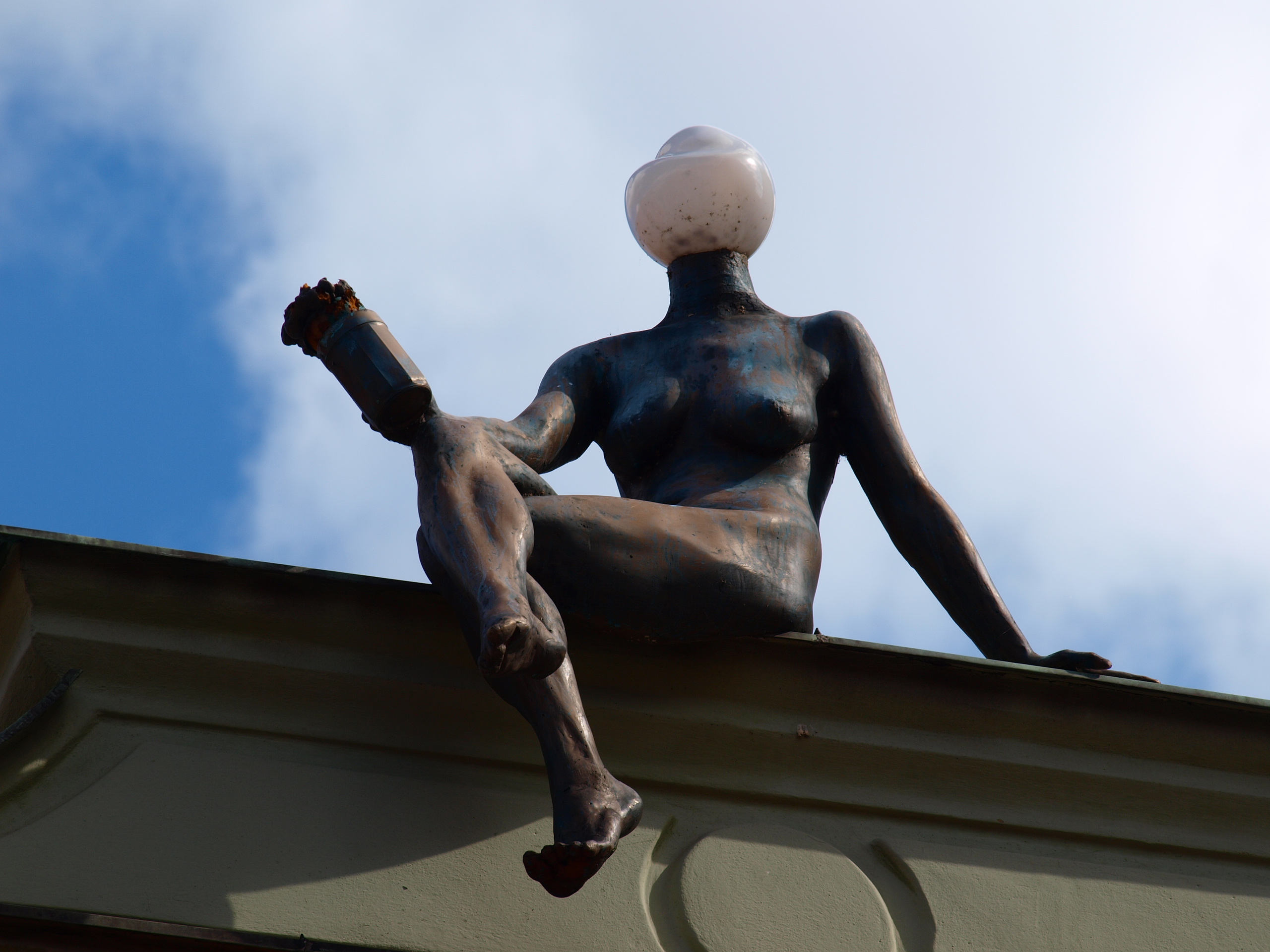
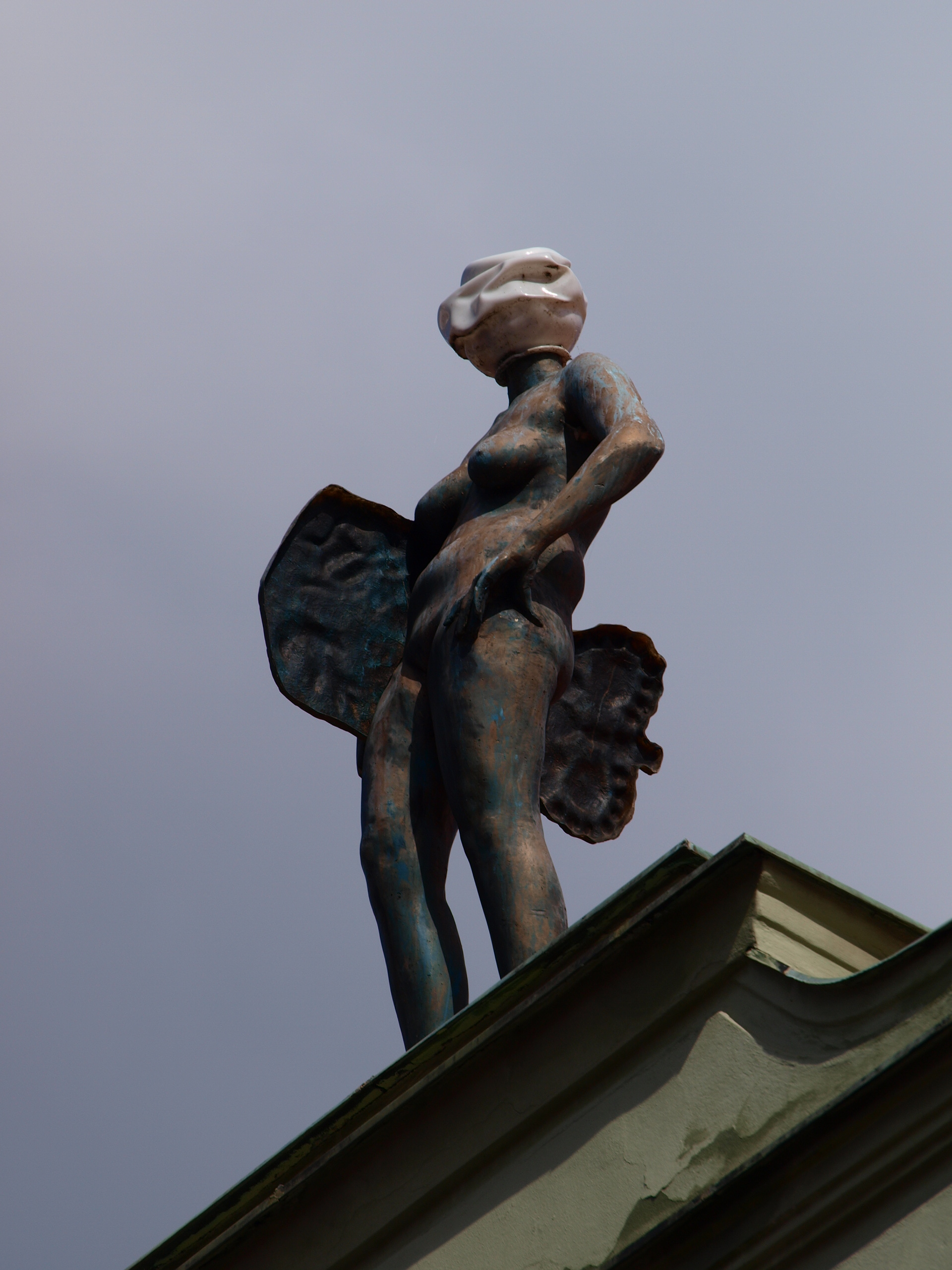
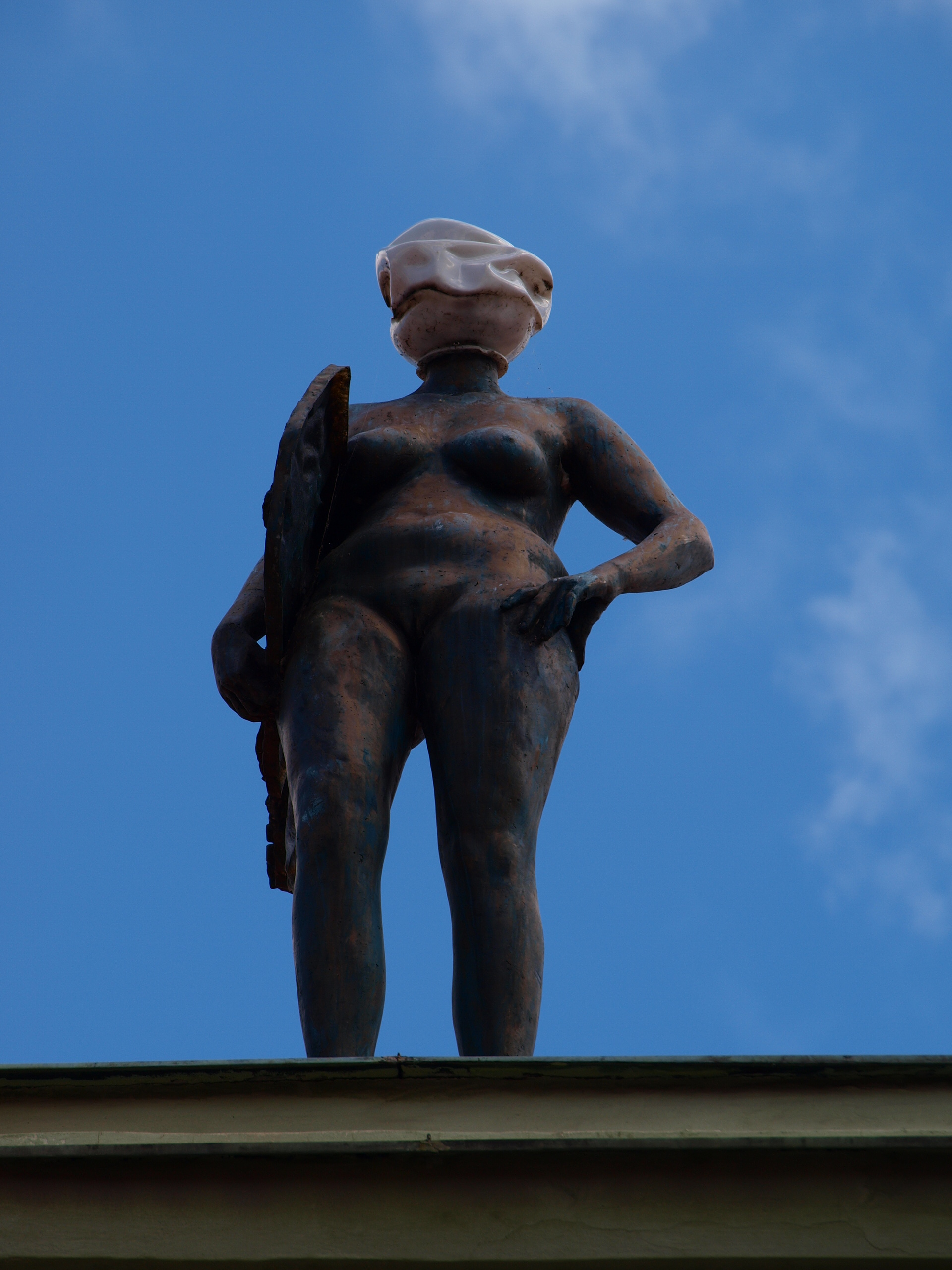

## Liens